# オカイ郡

オカイ郡
Okay

オカイ郡（オカイぐん、ハイチ語: Okay）あるいはレカイ郡（フランス語: Les Cayes）はハイチ南西部、南県中部の郡。北東にニップ県バラデー郡、東にアカン郡、北西にグランダンス県コライユ郡、西にシャドニエ郡、南西にコトー郡・ポーサリー郡と接し、南東はカリブ海に面しヴァシュ島が浮かぶ。
レカイの他、北部にカンペラン、北東にマニシュ、ヴァシュ島にリラヴァシュ、西にシャンタル、南西にトーベックの合計6つのコミーンが置かれている。郵便番号は81から始まる。

## 脚註
1. 1 2  “Haiti: administrative units, extended”.   GeoHive.com. 2016年10月5日時点のオリジナルよりアーカイブ。2021年8月10日閲覧。
2. ↑  “POPULATION TOTALE, POPULATION DE 18 ANS ET PLUS MÉNAGES ET DENSITÉS ESTIMÉS EN 2015” (pdf).   Institut Haïtien de Statistique et d’Informatique (IHSI). pp. 16 - 17 (2015年3月). 2021年8月10日閲覧。